# Aegis Combat System

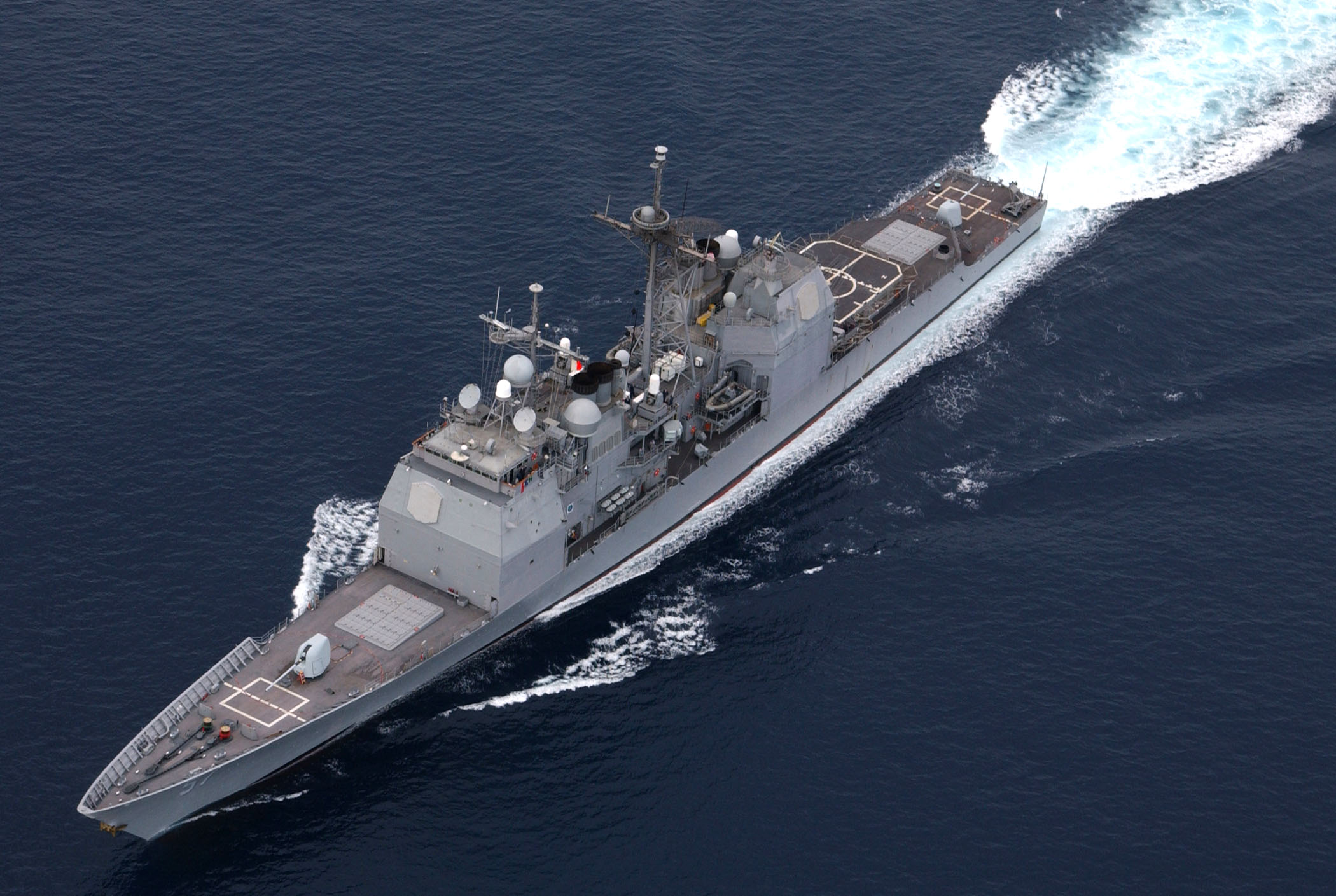
USS „Lake Champlain” (CG-57) – krążownik rakietowy typu Ticonderoga wyposażony w system AEGIS.

Aegis Combat System (System Walki Aegis) – zintegrowany (sieciowy) system wykrywania, naprowadzania i kierowania ogniem opracowany dla Marynarki Wojennej Stanów Zjednoczonych w latach 70. XX w. Zadaniem systemu jest ochrona przeciwlotnicza i przeciwrakietowa obszaru działań floty lub wspieranego przez US Navy lądowego teatru działań. System jest także wykorzystywany do niszczenia celów nawodnych i podwodnych. Nazwa systemu pochodzi z języka greckiego (aigís ‘kozia skóra’) od mitologicznej pokrytej skórą kozy Amaltei tarczy boga Zeusa, wykonanej dla niego przez Hefajstosa. Tarczą tą bogini Atena miała osłaniać walczących żołnierzy.

## Historia
Prace nad nowym zintegrowanym systemem rakietowym, który oprócz samolotów byłby w stanie zwalczać także pociski przeciwokrętowe, rozpoczęły się w Stanach Zjednoczonych w latach 60. W 1969 system otrzymał nazwę Aegis. Po raz pierwszy system zainstalowano na okręcie doświadczalnym USS „Norton Sound” (AVM-1) w 1973. Pierwszymi seryjnymi jednostkami, które otrzymały ten system, były krążowniki rakietowe typu Ticonderoga.
Wraz z rozwojem amerykańskiego programu obrony antybalistycznej, amerykańskie i japońskie okręty Aegis dały początek systemowi Aegis BMD działającemu w ramach systemu obrony teatru działań Marynarki Wojennej w obronie antybalistycznej.

## Opis
Istota systemu Aegis opiera się na pełnej integracji okrętu i jego systemów komputerowych, radarowych oraz rakietowych, a także innego rodzaju uzbrojenia służącego do zwalczania zarówno zagrożeń z powietrza, jak i celów podwodnych oraz nawodnych.
Podstawą systemu Aegis jest Aegis Combat System (System Walki Aegis) integrujący ze sobą wszystkie strategiczne elementy okrętu.
Aegis w konfiguracji dla krążowników Ticonderoga składał się z 4 podstawowych części: radaru AN/SPY-1, systemu kierowania ogniem MK 99, pionowych wyrzutni pocisków rakietowych Mark 41 VLS i pocisków przeciwlotniczych rodziny Standard.

## Okręty działające w systemie AEGIS
W systemie AEGIS wyposażonych jest na świecie łącznie 107 okrętów 7 typów należących do 6 państw:
- Amerykańskie krążowniki typu Ticonderoga
- Amerykańskie niszczyciele typu Arleigh Burke
- Japońskie niszczyciele typu Kongō
- Koreańskie niszczyciele typu Sejong the Great
- Hiszpańskie fregaty rakietowe typu F-100
- Norweskie fregaty rakietowe typu Fridtjof Nansen¹
- Australijskie niszczyciele rakietowe typu Hobart¹

¹ – australijskie niszczyciele rakietowe typu Hobart i norweskie fregaty rakietowe typu Fridtjof Nansen powstały na bazie hiszpańskich fregat rakietowych typu Álvaro de Bazán (F-100).
Budowane nowe hiszpańskie fregaty rakietowe typu F-110 oraz australijskie fregaty rakietowe typu Hunter również będą wyposażone w system Aegis.